# Tiffany Villareal
Tiffany Villareal es una cantante estadounidense de ascendencia mexicana y puertorriqueña, de San Antonio, Texas, conocida por tener una parte de "Shorty D" de Baby Bash, y por haber sido aignada por Dr. Dre a su firma Aftermath Entertainment, aunque tiempo después abandono Aftermath, y se unió a Motown Records, también ha trabajado con artistas como Raekwon de Wu-Tang Clan, Mashonda, y Quana, entre otros.

## Discografía
- 2005 - Tiffany Villareal

## Sencillos
- 2004 - You, Yourself & You

- Datos: Q7801262